# تاموسيدا

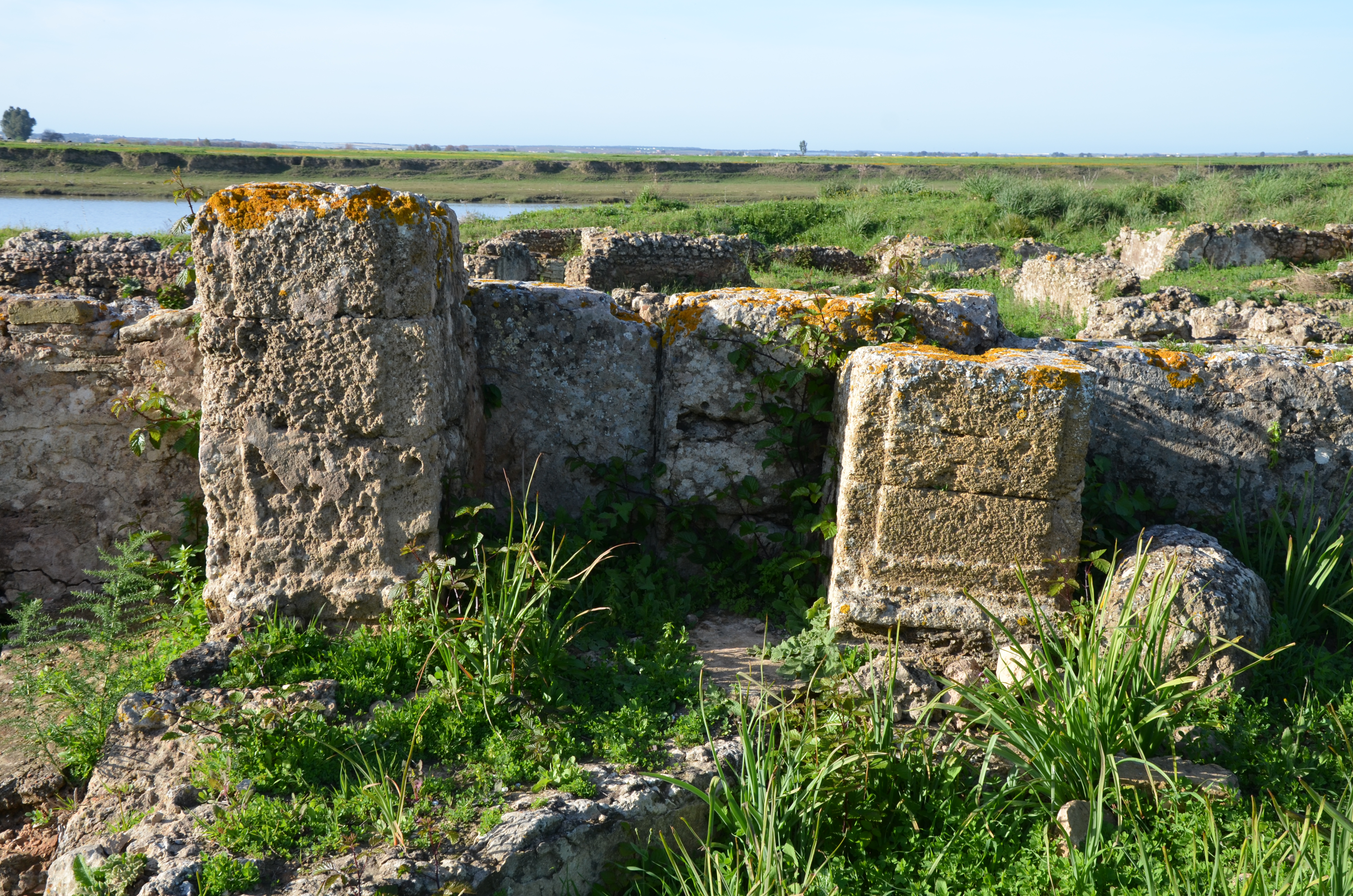

تاموسيدا أو تموسيدة هي مدينة بربرية وقرطاجية ورومانية أثرية مغربية غابرة صَنّفَتْها وزارةُ الثقافة المغربية ضمن مآثر ما قبل الإسلام.

## الموقع
تقع أنقاض تاموسيدا على بعد 4 كلم من القنيطرة ضمن الجماعة القروية للجماعة القروية لأولاد سلامة على الضفة الجنوبية لنهر سبو، أسست في القرن الأول قبل الميلاد، وقد أكدت الحفريات أن موقع تاموسيدا كان مأهولاً بالسكان منذ القرن الثاني قبل الميلاد، كما توضح أنه شُيدت بهذه المدينة الأثرية بنايات عمومية كالحمام التوأمين، وأخرى دينية كالمعبد الواقع مباشرة على ضفة النهر.
لقد كانت تاموسيدا تقوم بأدوار عسكرية، حيث بنيت بالمدينة قلعة أحيطت بسور منيع، إلى جانب أدوارها الاقتصادية، كما تميزت تاموسيدا بكثرة تماثيلها مثل التمثال القديم "ليس"، وتمثال ربة الحظ، وتمثال الأسير الأعجمي، وقد تم إخلاء المدينة حوالي سنة 285 ميلادية بصفة مفاجئة ونهائية.

## هوامش
1. ↑  "مواقع ماقبل الإسلام". www.minculture.gov.ma (بar-aa). Archived from the original on 2018-07-26. Retrieved 2017-08-06.{{استشهاد ويب}}:  صيانة الاستشهاد: لغة غير مدعومة (link)
2. 1 2  موقع الأستاذ حميد هيمة (بالعربية) نسخة محفوظة 17 ديسمبر 2017 على موقع واي باك مشين.